# 劉鳳翔 (嘉靖進士)
劉鳳翔（1493年—？），字仲集，陝西西安府咸寧縣人，軍籍，明朝政治人物。

## 生平
嘉靖四年（1525年）乙酉科陝西鄉試第五十一名舉人，八年（1529年）中式己丑科會試第二百九十二名，三甲第一百六十四名進士。十年（1531年）授汝陽縣知縣。

## 家族
曾祖劉凱；祖父劉儁；父劉璧，母趙氏。永感下。兄劉鳳儀、劉鳳鳴。